# Aril
Il fiume Aril, localmente chiamato anche Ri, è uno degli immissari del lago di Garda. Scorre interamente attraverso la frazione di Cassone nel comune di Malcesine in provincia di Verona.
Alcuni ritengono che l'Aril non sia il fiume più corto del mondo dato che nelle zone inesplorate dell'Amazzonia potrebbe essercene uno ancora più corto.

## Descrizione
Il fiume nasce da una risorgiva nel centro storico della frazione, alle pendici del monte Baldo, ai piedi del poggio roccioso dove si trova la chiesa parrocchiale. È una riserva di pesca, dove le trote, risalendo il corso del fiume, si riproducono.
Lungo il suo breve percorso è attraversato da tre ponti e forma una piccola cascata. Al termine il fiume riversa le proprie acque nel versante orientale del lago di Garda, accanto a un porticciolo; nei pressi si trova il “Museo del Lago” di Cassone.
È lungo solo 175 metri e il Comune di Malcesine, nonostante non si tratti di un dato geografico determinabile in modo assoluto, ha apposto un cartello in prossimità del corso d'acqua recante la scritta "Il fiume più corto del mondo" in diverse lingue. Un primato che però secondo le stime ufficiali lo attesta al 2º posto nel mondo, superato dal fiume Reprua in Georgia con i propri 27 m.

## Presepe
Durante il periodo natalizio sul fiume viene allestito un suggestivo presepe galleggiante. Questo presepio viene costruito più grande rispetto alle dimensioni del corso d'acqua, tanto che arriva da una parte all'altra delle sponde.